# Evander Sno
Evander Sno (Dordrecht, 9 de abril de 1987) é um futebolista neerlandês que atua como volante. Atualmente, joga pelo RKC Waalwijk, tendo atuado no Feyenoord (seu clube de origem), no NAC Breda, Celtic e AFC Ajax.

## Carreira
Sno representou a Seleção Neerlandesa de Futebol, nas Olimpíadas de 2008. 